# Valerie Solanas

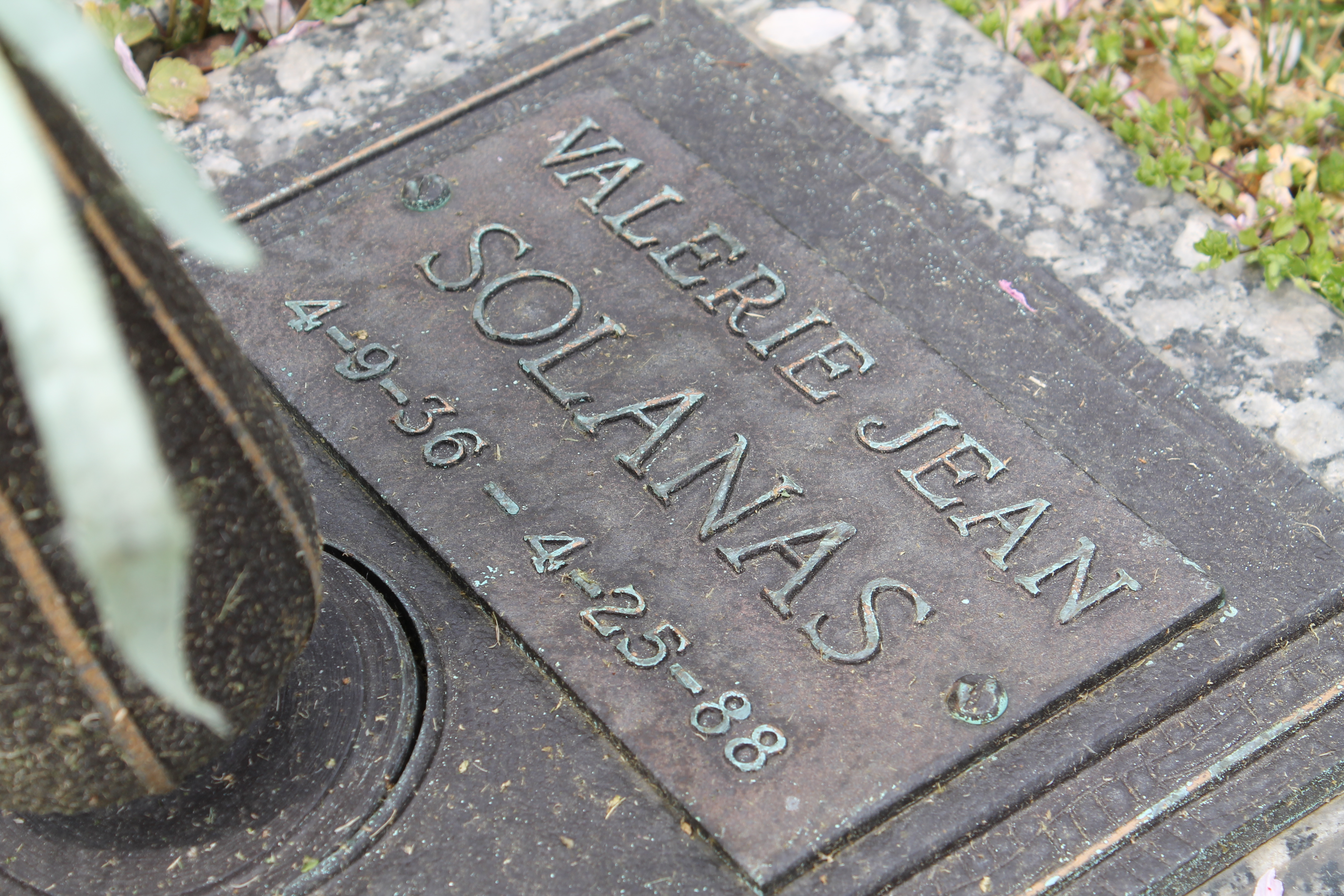
Graf van Valerie Solanas

Valerie Jean Solanas (Ventnor City, New Jersey, 9 april 1936 – San Francisco, 25 april 1988) was een Amerikaans radicaalfeministisch schrijfster die vooral bekend is geworden door het neerschieten van Andy Warhol in 1968. Ze schreef onder andere het SCUM Manifesto (1967), een essay over de patriarchische cultuur waarin ze pleitte voor een samenleving die alleen uit vrouwen zou bestaan.

## Biografie
Volgens Solanas werd ze in haar jeugd seksueel mishandeld door haar vader. Haar ouders scheidden in de jaren 1940. Vanaf haar vijftiende was ze dakloos. In 1953 kreeg ze een zoon. Van haar leven tot 1966 zijn verder geen details bekend maar aangenomen wordt dat ze door het land reisde en rondkwam door bedelen en prostitutie. Desondanks voltooide ze de middelbare school en de opleiding psychologie aan de Universiteit van Maryland. Hierna deed ze promotieonderzoek aan de Universiteit van Minnesota.
In 1966 streek Solanas neer in Greenwich Village waar ze het toneelstuk Up Your Ass schreef. In deze periode schreef ze tevens haar bekendste werk SCUM Manifesto, waarbij SCUM staat voor Society for Cutting Up Men. Doel van het manifest was om vrouwen te mobiliseren om de mannenmaatschappij te vernietigen en te vervangen door een vrouwenmaatschappij gebaseerd op tegenovergestelde waarden. Mannen zijn volgens Solanas inferieure wezens, een biologisch bijverschijnsel dat zich "in het schemergebied tussen aap en mens" bevindt, "een emotioneel gehandicapte, niet in staat om belangstelling voor anderen, compassie of liefde te voelen". Met zijn egoïstische, gewelddadige natuur is hij erin geslaagd de wereld te veranderen in een "gigantische hoop stront". Delen uit het SCUM Manifesto werden opgenomen in de feministische bloemlezing Sisterhood Is Powerful (1970). Nog in 1977 beweerde Solanas dat het manifest de "beste tekst ooit geschreven" was, een mening die door weinig anderen werd gedeeld.
In 1967 ontmoette ze Andy Warhol bij diens studio 'The Factory'. Solanas vroeg hem om haar script te produceren. Warhol, wiens producties regelmatig door de politie werden stilgelegd omdat ze te obsceen zouden zijn, vond het script zo pornografisch dat hij dacht dat de politie hem erin probeerde te luizen. Eind 1967 eiste Solanas het script Up Your Ass van Warhol terug. Toen Warhol vertelde dat hij het script was kwijtgeraakt, wilde ze een schadevergoeding. Warhol negeerde haar eisen, maar bood haar wel een rol aan in zijn film I, A Man. In zijn boek Popism: The Warhol Sixties schreef hij dat hij Solanas, voordat ze hem neerschoot, een interessant en komisch persoon vond, maar omdat ze hem voortdurend lastigviel (bijna stalking), vond hij het onmogelijk om met haar te werken.
Op 3 juni 1968 vuurde ze drie schoten op Warhol af in de lobby van The Factory. Vervolgens schoot ze kunstcriticus Mario Amaya neer en probeerde ze ook op Warhols manager Fred Hughes te schieten, maar haar vuurwapen weigerde. Op dat moment arriveerde de lift en Hughes stelde voor dat ze die maar moest nemen. Zo verliet ze The Factory. Warhol overleefde de aanslag maar amper en moest de rest van zijn leven een korset blijven dragen; hij genas nooit volledig van de verwondingen.
De avond na de aanslag meldde Solanas zich bij de politie. Ze werd aangehouden wegens poging tot moord en enkele andere misdrijven. Ze verklaarde tegen de politie dat Warhol "te veel invloed" op haar had en dat hij van plan was geweest om haar werk te stelen. Aangenomen wordt dat Solanas ten tijde van de aanslag leed aan paranoïde schizofrenie. Een psychiatrisch onderzoek kort na de aanslag wees op 'een paranoïde soort schizofrene reactie met een duidelijke depressie.'
Solanas werd in 1971 vrijgelaten uit de gevangenis. Ze overleed in 1988 op 52-jarige leeftijd aan de gevolgen van een longontsteking in het Bristol Hotel te San Francisco.

## In de media
- In 1996 werd de op Solanas' leven gebaseerde film I Shot Andy Warhol uitgebracht met Lili Taylor in de rol van Solanas en Jared Harris als Warhol.
- In American Horror Story: Cult verschijnt Solanas als gastrol in de zevende aflevering in een gedramatiseerde versie van de aanslag op Andy Warhol. Ze werd vertolkt door Lena Dunham.
- De Antwerpse band The Valerie Solanas is naar haar vernoemd.